# 고려제약
고려제약(영어: Korean Drug, 高麗製藥)은 1980년 1월 10일에 설립을 한 대한민국의 제약회사이다.

## 연혁
- 1972년 12월 의약품 제조업 허가 취득(제159호)
- 1976년 3월 인천시 북구 효성동 496-1번지로 소재지 이전
- 1980년 1월 10일 고려제약㈜ 설립
- 1980년 4월 독일 루이폴두社와 기술제휴
- 1982년 5월 항생물질 제조업 허가 취득
- 1985년 4월 과학기술처 한국화학연구소로부터 유망중소기업으로 선정
- 1986년 7월 이태리 Biofer社와 기술제휴
- 1986년 7월 독자기술로 개발을 한 빈혈치료제 산타볼 발매
- 1986년 11월 인천시 북구 시대를 막을 내리고 생산시설을 경기도 이천 시대를 개막하였다.
- 1987년 3월 독자기술로 개발한 활성비타민제 제로비탈 발매
- 1987년 8월 독자기술로 개발한 Pellet 제조공법의 종합감기약 하벤 발매
- 1988년 10월 이천공장 내용액제 제조시설 확장
- 1988년 11월 이천공장 GMP 시설 및 증측공사 착공
- 1989년 2월 전사적품질관리운동시작 / 멕시코 수출 개시
- 1989년 7월 의약품 수출입업 허가 취득
- 1990년 1월 Claim Zero운동 추진 / 이천공장 GMP 시설 및 증측공사 준공
- 1990년 9월 현재 사용중인 CI변경
- 1991년 4월 파키스탄 수출 개시 / 전제형 우수의약품제조관리기준(KGMP)적격업소 지정(제64호)
- 1991년 7월 식품제조가공업 허가 취득
- 1991년 8월 전산시스템도입 및 서울본사-이천공장간 On-line개통
- 1993년 1월 내용액제 제조시설 자동화 및 외용액제 제조시설 도입
- 1993년 3월 외용액제 KGMP적격업소 추가지정
- 1993년 4월 이천공장 내용고형제 제조시설 증설
- 1993년 11월 이천공장 중앙연구소 설립 인가
- 1993년 12월 경기도로부터 으뜸일터상 수상
- 1994년 4월 한국신약개발연구조합 가입
- 1994년 11월 병역특례업체 지정
- 1995년 3월 이천공장 자동화 오수처리시설 준공 / 경기도내 100대 유망중소기업으로 선정
- 1995년 10월 이천공장 중앙연구소 건물 신축준공
- 1995년 12월 한방성분과 비타민으로 보강이 된 감기약 하벤에프 출시
- 1996년 1월 싱가폴 및 베트남 수출 개시 / 프랑스 `Medix`(Jassen Cilag)社와 기술제휴로 화상치료제 `Biafine` 발매
- 1996년 7월 이천공장 첨단 물류빌딩 준공
- 1997년 1월 특허 제 111249호 등록(란시드)
- 1997년 3월 상공의 날 대통령 표창 수여
- 1998년 12월 특허 제183183호 등록 (감기약성분을 함유하는 한방액제)
- 1999년 5월 독일`BIOTEST`社와 기술제휴(메갈로텍, 펜타글로빈)
- 1999년 7월 란시드 특허분쟁 승소
- 1999년 7월 향정신성 의약품 제조 및 마약류 취급자(제조업자) 허가 취득 (식품의약품안전청)
- 1999년 8월 미국`ICN`[3]社와 기술제휴로 `Librax`, `Dalmadorm`[4], `Mestinone` 발매
- 1999년 12월 이천공장 산액복합제 제조시설 자동화
- 2000년 4월 이천공장 연고제 제조시설 자동화
- 2000년 5월 빈혈치료제 산타볼에서 산타몬/산타몬플러스으로 변경
- 2000년 9월 이천공장 의약품 제조소 1차 리모델링
- 2000년 12월 KOSDAQ 등록 / 의약품 분석 정도관리사업 우수업체 선정
- 2001년 5월 국내 최초로 식물성 HPMC캅셀을 사용한 종합 감기약 `하벤플러스` 발매
- 2001년 12월 예멘 및 말레이시아 수출 개시 / 원료합성 시작 / 특허 제317907호 등록(클라로마)
- 2002년 8월 오스트리아 `Gebro` 社와 기술제휴로 Seractil 발매
- 2003년 10월 EU-GMP 기준 도입, Validation 시작 / 이천공장 의약품 제조소 2차 리모델링 (지원시설)
- 2004년 7월 건강기능식품 전문 제조업 취득

## 제품

### 일반의약품
- 하벤 시리즈
  - 하벤파워에스
  - 하벤허브에프
  - 하벤큐
  - 하벤콜큐
  - 하벤코프큐
  - 하벤코
  - 하벤유에스
  - 하벤목에스
  - 하벤에프
  - 하벤플러스
  - 하벤프레시
  - 하벤에스액 (제조의뢰원 : ㈜텔콘알에프제약)
  - 하벤콜에스액
  - 하벤코프에스액
  - 하벤파워골드
- 아스노
- 실리톤
- 레보골드
- 산타몬플러스
- 로이코비에스
- 큐-업
- 이뮤-골드
- 글루콤 (판매원 : ㈜온누리에이치앤씨)
- 펩티스
- 스파메드
- 멀스토
- 덴타포스
- 득생장수고 (제조의뢰원 : ㈜오원파마코푸레이션)
- 인도톱 (제조의뢰원 : ㈜제우스팜)
- 진코멕신
- 비아핀 에멀젼 (제조의뢰원 : 프랑스 얀센 CILAG)

### 전문의약품
- 에이디메드
- 플루코나
- 플라메드
- 프레가린
- 팜시클
- 토스팜
- 터비나
- 클라로마
- 달마돔 → (70년 ~ 90년대 종근당에서 생산판매를 한 향정신성 최면진정제)

### 건강기능식품
- 비타콤 (판매원 : ㈜온누리에이치앤씨)
- 마그콤
- 잔트롤골드
- 프리미엄프레쉬 오메가3
- 레스퀵라이트
- 뉴트리테일러
- 프레스샷

### 의료기기
- 스카클리어
- 고려Q쥬란

### 기타
- 살비아토
- 아크녹실
- 아르니젤
- 엑스플루겔